# Urothoe pulchella
Urothoe pulchella är en kräftdjursart som först beskrevs av Costa 1853.  Urothoe pulchella ingår i släktet Urothoe och familjen Urothoidae. Inga underarter finns listade i Catalogue of Life.